# Appresso alla musica
Appresso alla musica è un programma televisivo italiano condotto da Renzo Arbore con Gegè Telesforo, in onda su Rai 5 nel 2022 e, dal 2024, su Rai 2.

## Il programma
La trasmissione nasce dopo il successo di Striminzitic Show, del 2020. Analogamente alla precedente trasmissione, in Appresso alla musica vengono replicati spezzoni di archivi televisivi e cinematografici con commenti ed aneddoti dei due conduttori. 
La prima edizione va in onda su Rai 5, dal lunedì al venerdì in seconda serata (ed in replica il giorno dopo alle 18.00) nell'autunno del 2022 (a partire dal 10 ottobre), per 20 puntate. Il sottotitolo della trasmissione è "In due si racconta meglio".
La seconda edizione è in onda su Rai 2, il giovedì in seconda serata, dal 4 gennaio al 23 maggio 2024, per 20 puntate. Il sottotitolo della trasmissione è "Premiata bottega di antiquariato musicale". Le puntate sono anche in onda in replica in seconda serata il mercoledì e la domenica pomeriggio su Rai 5.